# Elimar Díaz
Elimar Díaz (8 de octubre de 1989) es una política venezolana, diputada de la Asamblea Nacional por el circuito 4 del estado Zulia por el partido Un Nuevo Tiempo.

## Carrera
Milagros ha sido secretaria juvenil del partido Un Nuevo Tiempo en el estado Zulia. Según el Instituto Venezolano de los Seguros Sociales, trabajó para la alcaldía de Maracaibo hasta septiembre de 2015. Fue electa como diputada por la Asamblea Nacional por el circuito 4 del estado Zulia para el periodo 2016-2021 en las elecciones parlamentarias de 2015, en representación de la Mesa de la Unidad Democrática y por Un Nuevo Tiempo. En 2016 integró la Comisión Permanente de Cultos y Régimen Penitenciario, y para el periodo 2017-2018 presidió la Comisión Permanente de Cultura y Recreación.
Posteriormente fue designada por Juan Guaidó como vicepresidente de la Comisión Permanente de Contraloría para el periodo 2022-2023.